# Colonia los Laureles, Morelos
Colonia los Laureles är en ort i Mexiko.   Den ligger i kommunen Axochiapan och delstaten Morelos, i den sydöstra delen av landet, 110 km söder om huvudstaden Mexico City. Colonia los Laureles ligger 1 020 meter över havet och antalet invånare är 171.
Terrängen runt Colonia los Laureles är platt åt nordost, men åt sydväst är den kuperad. Runt Colonia los Laureles är det ganska tätbefolkat, med 90 invånare per kvadratkilometer. Närmaste större samhälle är Axochiapan, 1,9 km nordväst om Colonia los Laureles. Omgivningarna runt Colonia los Laureles är en mosaik av jordbruksmark och naturlig växtlighet.